# 礼文町立礼文小学校
礼文町立礼文小学校（れぶんちょうりつ れぶんしょうがっこう）は、北海道礼文郡礼文町（礼文島）にある公立小学校。

## 沿革
- 1889年（明治22年）10月18日 - 礼文簡易小学校として開校。
- 1890年（明治23年）10月 - 校舎新築。
- 1892年（明治25年）
  - 8月15日 - 礼文尋常小学校と改称。
  - 10月 - 教室・運動場などを増築。
- 1894年（明治27年）10月19日 - 校舎全焼。
- 1895年（明治28年）10月20日 - 新校舎落成。
- 1896年（明治29年）5月10日 - 礼文尋常高等小学校と改称。
- 1899年（明治32年）2月11日 - 校舎増築。
- 1903年（明治36年）
  - 2月5日 - 校舎全焼。
  - 11月1日 - 新校舎落成。
- 1919年（大正8年）10月 - 創立30周年記念式典挙行。
- 1924年（大正13年）9月10日 - 運動場新築。
- 1938年（昭和13年）10月10日 - 校舎増築。
- 1939年（昭和14年）10月 - 創立50周年記念式典挙行。
- 1941年（昭和16年）4月1日 - 国民学校令により、礼文国民学校と改称。
- 1947年（昭和22年）
  - 4月1日 - 学制改革により、香深村立礼文小学校と改称。
  - 9月10日 - 校舎・運動場修理。
- 1949年（昭和24年）10月 - 創立60周年記念式典挙行。
- 1954年（昭和29年）11月25日 - 新校舎落成。
- 1959年（昭和34年）
  - 9月1日 - 町村合併により、礼文町立礼文小学校と改称。
  - 10月 - 創立70周年記念式典挙行。
- 1969年（昭和44年）10月 - 創立80周年記念式典挙行。
- 1974年（昭和49年）12月16日 - 新校舎が落成し、記念式典挙行。
- 1985年（昭和60年）11月15日 - 校舎増改築。
- 1989年（平成元年）10月18日 - 創立100周年記念式典挙行。
- 1998年（平成10年）
  - 4月1日 - 特殊学級（ひまわり・たんぽぽ）2学級開設。
  - 12月14日 - 校舎前庭の土砂が崩落する事故が発生。
- 2002年（平成14年）4月1日 - 複式学級開始。
- 2003年（平成15年）3月30日 - 100周年記念碑再建立（5年前に発生した土砂崩落事故のため）。
- 2004年（平成16年）
  - 4月1日 - 元地小学校を統合。
  - 8月 - トイレ水洗化工事完了。
- 2005年（平成17年）4月1日 - 尺忍小学校を統合。
- 2006年（平成18年）4月1日 - 内路小学校を統合。
- 2007年（平成19年）3月1日 - 屋内体育館に暗幕を設置し、演台を旧内路小学校から搬入。
- 2008年（平成20年）10月 - 創立120周年記念式典挙行。
- 2009年（平成21年）4月 - 複式を含む4学級編成になる。
- 2010年（平成22年）8月 - 校舎床張替工事。
- 2011年（平成23年）7月 - コンピュータ整備（11台）及び光回線開通。
- 2012年（平成24年）
  - 7月 - 教員用コンピュータ整備。
  - 8月 - 中庭ブランコ設置。
- 2013年（平成25年）3月 - 特別支援教室改築工事。
- 2014年（平成26年）
  - 4月 - 水飲み場に給湯器設置。
  - 8月 - 大雨により、校舎周辺4箇所崩落。
- 2015年（平成27年）4月 - シェルター付き階段完成。
- 2016年（平成28年）3月 - 新体育館落成。
- 2017年（平成29年）5月 - 新富士見ヶ丘グラウンド完成。

## 学区
- 香深村（入舟・会所前・津軽町・手然第一・元地・知床・奮部・差閉・尺忍）[1]

## 学校周辺
礼文町中心部に位置する
- 礼文町立香深中学校
- 富士見ヶ丘スキー場
- 北海道道765号元地香深線
- 北海道道40号礼文島線
- 礼文町役場
- 香深港
- 香深郵便局

## 交通
- 宗谷バス「病院前」バス停下車後、徒歩約865m・約13分。